# Parroquia Urbana Rafael Urdaneta
La Parroquia Urbana Rafael Urdaneta es una de las 23 parroquias urbanas de la ciudad de Valencia en Venezuela y una de las 38 parroquias civiles que integran al Estado Carabobo. Su creación tuvo lugar el 4 de agosto de 1971. Está ubicada al norte del Municipio Valencia, haciendo frontera con el Municipio San Diego en dirección norte, conectada además con la Autopista Regional del Centro. 
Es cuna de las zonas industriales más grandes e importantes de todo el Estado Carabobo y Venezuela

## Límites
- Norte: Con el Municipio San Diego, desde el Cerro El Morro siguiendo el eje de la Autopista Regional del Centro, hasta encontrar la quebrada Quigua en su intersección con dicha autopista

- Sur: con la Parroquia no urbana Tacarigua del Municipio Carlos Arvelo y la Parroquia Urbana Miguel Peña del Municipio Valencia por el caño El Charal hasta encontrar la carretera Valencia-Guigue frente a La Unión

- Este: con el Municipio Los Guayos por la quebrada Quigua aguas abajo y de aquí una línea que parte recta hasta la carretera Valencia-Guigue frente a Cascabel, siguiendo por el eje de dicha vía hasta encontrar el lindero con el Municipio Carlos Arvelo, en el caño Central o Santa Rita

- Oeste: con La Parroquia Urbana San Blas, partiendo del cerro El Morro frente al distribuidor del mismo nombre para seguir por el eje de la Autopista Circunvalación Sur hasta encontrar el río Cabriales. A partir de este punto comienza el lindero con la Parroquia Urbana Santa Rosa, siguiendo el curso del río Cabriales, hasta encontrar el lindero con la Parroquia no urbana Tacarigua del Municipio Carlos Arvelo.

## Clima
Su temperatura media anual es de 26 °C, con máximo de 32,6 °C y mínima de 18,5 °C, con un promedio de 23,3 °C a la sombra. Su elevación es de 479 m s. n. m. promedio. Como la mayor parte de Venezuela, la parroquia tiene un período de lluvias que va desde mayo a noviembre. El resto del año hay pocas precipitaciones.
| Parámetros climáticos promedio de Valencia, Venezuela       | Parámetros climáticos promedio de Valencia, Venezuela | Parámetros climáticos promedio de Valencia, Venezuela | Parámetros climáticos promedio de Valencia, Venezuela | Parámetros climáticos promedio de Valencia, Venezuela | Parámetros climáticos promedio de Valencia, Venezuela | Parámetros climáticos promedio de Valencia, Venezuela | Parámetros climáticos promedio de Valencia, Venezuela | Parámetros climáticos promedio de Valencia, Venezuela | Parámetros climáticos promedio de Valencia, Venezuela | Parámetros climáticos promedio de Valencia, Venezuela | Parámetros climáticos promedio de Valencia, Venezuela | Parámetros climáticos promedio de Valencia, Venezuela | Parámetros climáticos promedio de Valencia, Venezuela |
| Mes                                                         | Ene.                                                  | Feb.                                                  | Mar.                                                  | Abr.                                                  | May.                                                  | Jun.                                                  | Jul.                                                  | Ago.                                                  | Sep.                                                  | Oct.                                                  | Nov.                                                  | Dic.                                                  | Anual                                                 |
| ----------------------------------------------------------- | ----------------------------------------------------- | ----------------------------------------------------- | ----------------------------------------------------- | ----------------------------------------------------- | ----------------------------------------------------- | ----------------------------------------------------- | ----------------------------------------------------- | ----------------------------------------------------- | ----------------------------------------------------- | ----------------------------------------------------- | ----------------------------------------------------- | ----------------------------------------------------- | ----------------------------------------------------- |
| Temp. máx. media (°C)                                       | 31.1                                                  | 32.2                                                  | 32.2                                                  | 32.2                                                  | 31.1                                                  | 30.0                                                  | 30.0                                                  | 30.0                                                  | 30.6                                                  | 31.1                                                  | 31.1                                                  | 31.1                                                  | 31.1                                                  |
| Temp. mín. media (°C)                                       | 17.2                                                  | 17.8                                                  | 18.9                                                  | 21.1                                                  | 21.7                                                  | 20.6                                                  | 20.0                                                  | 20.0                                                  | 20.0                                                  | 20.0                                                  | 19.4                                                  | 17.8                                                  | 19.5                                                  |
| Precipitación total (mm)                                    | 5.1                                                   | 5.1                                                   | 7.6                                                   | 45.7                                                  | 106.7                                                 | 132.1                                                 | 129.5                                                 | 172.7                                                 | 134.6                                                 | 99.1                                                  | 53.3                                                  | 15.2                                                  | 906.8                                                 |
| Fuente: The Weather Channel Interactive, Inc. Marzo de 2009 |                                                       |                                                       |                                                       |                                                       |                                                       |                                                       |                                                       |                                                       |                                                       |                                                       |                                                       |                                                       |                                                       |

## Complejos urbanísticos
En esta parroquia se ubica la población de Flor Amarillo. También posee urbanizaciones y barriadas, a saber:

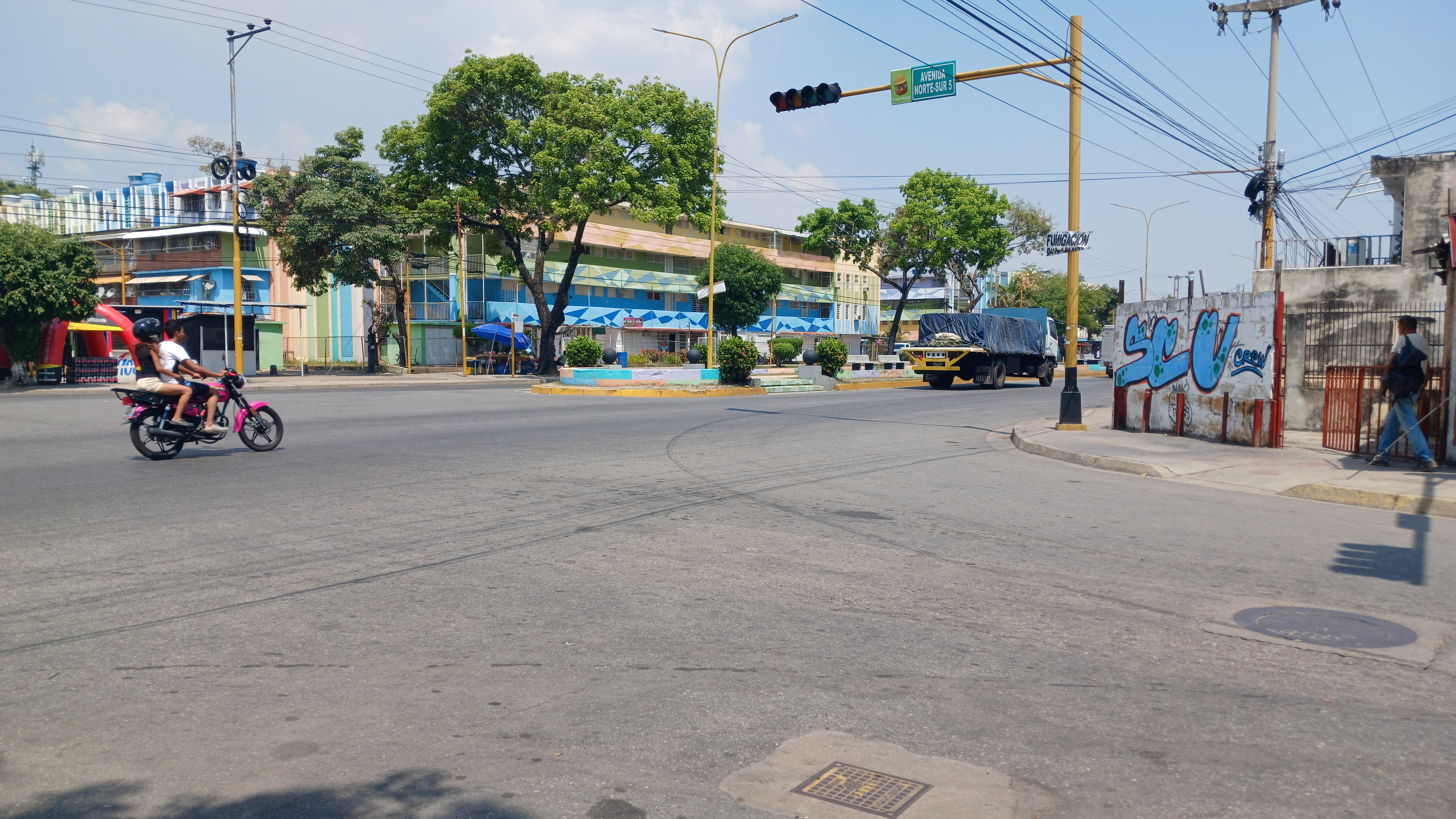
Urbanización La Isabelica.

Urbanizaciones:
- Bucaral I y II
- Bucaral Sur
- Calicanto
- Ciudad Chávez
- Ciudad Plaza
- El Portal
- Fundación Valencia II
- Hermógenes López
- La Isabelica
- La Quizanda
- Los Bucares
- Parque Residencial Flor Amarillo
- Parque Valencia
- Quintas de Flor Amarillo
- Santa Inés
- Tacarigua
- Urbanización Araguaney
- Urbanización Rafael Urdaneta
- Valle de Oro
- Villa Real

Barrios
- Bello Monte
- Betancourt Infante
- Brisas del Aeropuerto
- Ezequiel Zamora
- Invasiones de Parque Valencia
- La Trinidad
- Las Palmitas
- Los Samanes Norte
- Los Samanes Sur
- Los Tamarindo
- Paso Real

## Vialidad
La Parroquia Urbana Rafael Urdaneta cuenta con buenos accesos a la Autopista Regional del Centro (Caracas - Valencia) y hacia la Autopista Valencia - Campo Carabobo hacia la zona industrial y hacia algunos centros poblados. Posee el Aeropuerto Internacional Arturo Michelena, desde donde salen vuelos al resto del país, y a otras partes del mundo. Sus avenidas principales son: Avenida Industrial, Avenida Henry Ford, Avenida Luis Ernesto Branger, entre otras.

## Servicios Médico Asistenciales
Existe un gran variedad de pequeños centros asistenciales, muchos que en la actualidad cuentan con pésima atención debido a falta de medicamentos y materiales. De los cuales la mayoría son CDI públicos, igualmente cuenta con el Ambulatorio Bucaral (Ambulatorio urbano tipo II); Ambulatorio La Isabelica (Ambulatorio urbano tipo III); Ambulatorio Las Palmitas (Ambulatorio urbano tipo I); Ambulatorio "Dr. Pastor Oropeza" Paso Real (Ambulatorio rural tipo I). Igualmente cuenta con algunos servicio de clínicas privadas como:
- Centro Clínico La Isabelica
- Centro Clínico Flor Amarillo
- Policlínica Las Industrias
- Clínica Elohim